# Emma Keuven
Emma Keuven (Hunsel, 20 september 2005) is een Nederlandse youtuber, tiktokker en actrice.

## Biografie
Keuven begon in 2014 op negenjarige leeftijd haar eigen YouTube kanaal waarop ze sindsdien elke woensdag een weekendvlog en iedere zondag een geregisseerde video plaatste. Ze sloot zich aan bij DiviMove, een agentschap waar andere bekende Youtubers als Enzo Knol en Nikkie de Jager ook bij zijn aangesloten. In 2019 werd Keuven genomineerd voor een Kids Choice Award in de categorie 'aanstormend YouTube talent'. Angelique Keuven speelt de rol van mamager door zowel de moeder als de manager van Emma te zijn. In haar puberteit behandelde Keuven onderwerpen die leeftijdsgenoten bezighielden zoals tongzoenen en datingapp Tinder.
Naast Youtuber is Keuven ook actief op het platform TikTok. Samen met twee andere TikTokkers, Anique Willemsen en Jesse van Wieren, ging ze in 2023 op een theatertour onder de naam Social Squad.
Keuven is tevens sinds 2021 actief als actrice nadat ze haar filmdebuut reeds had gemaakt in de film Project Gio in 2019 over mede Youtuber Gio Latooy. Van 2021 tot 2023 had Keuven een hoofdrol als het personage Lauren in de NPO Zapp televisieserie De zomer van Zoë. Deze serie won in 2021 op het Gouden Televizier-Ring Gala een award voor beste jeugdprogramma. Daarnaast vertolkte ze in 2024 de rol van Bowie in de televisieserie Summer Break, eveneens van NPO Zapp.

## Filmografie

### Films
| Jaar | Film        | Rol                         | Opmerking |
| ---- | ----------- | --------------------------- | --------- |
| 2019 | Project Gio | Verwend influencer meisje 2 |           |

### Televisie
| Jaar      | Serie                      | Rol    | Extra   |
| --------- | -------------------------- | ------ | ------- |
| 2022      | Vloglab #Stories           | Sam    | 12 afl. |
| 2021–2023 | De zomer van Zoë           | Lauren | 23 afl. |
| 2022–2024 | Top 10 (van Dylan Haegens) | Emma   | 3 afl.  |
| 2024      | Summer Break               | Bowie  | 7 afl.  |

### Televisieprogramma's
| Jaar | Televisieprogramma | Opmerkingen             |
| ---- | ------------------ | ----------------------- |
| 2022 | Zapp detective     | Gastoptreden            |
| 2023 | Plakshot           |                         |
| 2024 | Voor het blok      | Samen met Matheu Hinzen |